# 阿爾比斯山麓卡珀爾
阿尔比斯山麓卡珀尔（德語：Kappel am Albis）是瑞士联邦苏黎世州阿福尔特恩区的市镇。该市镇面积为7.87平方千米，海拔高度573米，2018年12月31日人口为1,157人。

## 外部連結
- 阿尔比斯山麓卡珀尔官方网站 （页面存档备份，存于） （德文）